# Postautismo
El postautismo o movimiento postautista de economía nació en el año 2000 en La Sorbona, fomentado por estudiantes de las facultades de economía de Francia disconformes con la educación que estaban recibiendo.
Este hecho, reflejado en un manifiesto, tuvo alta repercusión debido a la alta promoción que recibió en los medios de comunicación. En el año 2001, decenas de estudiantes de doctorado de la Universidad de Cambridge apoyaron esta iniciativa y se sumaron a las críticas sobre el método de enseñanza, acompañándoles más tarde cerca de 700 estudiantes de dicha universidad.
El término «autista» es usado de manera informal para describir el método de enseñanza ortodoxo en las facultades de ciencias económicas y empresariales, al que se le reprochan cuatro aspectos fundamentales, reflejados en el manifiesto original. En este movimiento se engloba todo el pensamiento crítico en el campo de las ciencias económicas, desde una visión socialdemócrata y keynesiana hasta una visión anticapitalista, pasando por una economía feminista y una economía ecológica.
En España se conoce a este movimiento como Movimiento por una economía crítica o, simplemente, Economía Crítica.

## Objetivos
Los estudiantes franceses criticaron a través de un manifiesto firmado en el año 2000 cuatro aspectos negativos que poseía la enseñanza de la economía en las universidades.
- Una visión fragmentada de la realidad: consideraban que los modelos estudiados reducían la realidad social a su parte más pequeña y simple, aislándola de otros aspectos que influían y determinaban la misma. Se pedía escapar de esta visión que ofrecía conclusiones basadas en «mundos imaginarios».

- Un excesivo uso de los instrumentos matemáticos: los estudiantes reprochaban que el modelo se desarrollaba debido a un análisis analítico que no era tan trascendente en la educación de la economía como para que ocupara tanto tiempo del estudio.

- El pensamiento único imperante: se pedía la inclusión de nuevos enfoques que ofrecieran otra visión de la realidad que no fuera la economía denominada «neoliberal». Se solicitaba la apertura de debates críticos en las universidades con las teorías económicas existentes.

- El conformismo del profesorado: se solicitaba a los profesores que «despertaran» del largo letargo al que estaban sometidos y que se movieran en pro de un conocimiento más justo y plural.

## Desarrollo del movimiento en España
Hasta el año 2003 el pensamiento crítico universitario a nivel de estudiantes estaba en asociaciones estudiantiles locales de izquierdas que se identificaban con el manifiesto francés.
A partir de este año se inició un proyecto que prometía englobar a todas estas pequeñas asociaciones y unificar esfuerzos. Suscribieron el manifiesto originario sin modificar ningún aspecto.
En el año 2004 se celebró el I Encuentro de Estudiantes por una Economía Crítica, elaborando un manifiesto más complejo donde se íncidía en las críticas ya existentes y se hacía hincapié en enlazar los diferentes campos de las ciencias sociales: economía, sociología, historia, filosofía, antropología, etc.